# Menselijke vruchtbaarheid
Menselijke vruchtbaarheid of fertiliteit is het vermogen van een mens om zich geslachtelijk voort te planten. Hiertegenover staat onvruchtbaarheid.

## Vruchtbaarheid van de man
Bij mannen worden vanaf de puberteit in de testes dagelijks vele miljoenen zaadcellen gemaakt. Deze worden in de bijbal opgeslagen totdat ze bij een ejaculatie worden uitgestoten. Slechts een gedeelte van de zaadcellen (verschillende getallen van 30-50% worden genoemd) komen tot een complete rijping, de rest wordt lokaal afgebroken en door het weefsel opgenomen. Zaadcellen worden slechts enkele weken opgeslagen, daarna worden ze in de bijbal afgebroken.
Bij mannen neemt de vruchtbaarheid met het vorderen van de leeftijd langzaam af: op tachtigjarige leeftijd bevat nog slechts ongeveer 10% van de tubuli seminiferi (zaadbuisjes) rijp sperma.
De vruchtbaarheid van de man hangt samen met de hoeveelheid zaadcellen in het spermavocht, of ze correct gevormd zijn en met de activiteit van deze zaadcellen (of ze beweeglijk zijn of niet). Samen wordt dit vaak gevat onder de term kwaliteit van het sperma. Zelfs bij een zeer vruchtbare man zijn lang niet alle zaadcellen beweeglijk genoeg om een bevruchting tot stand te brengen. Er zijn de laatste decennia onderzoeken gedaan waaruit zou blijken dat de kwaliteit van het sperma van de gemiddelde man naar beneden gaat. Het is niet precies duidelijk of dit inderdaad een reële waarneming is en zo ja, wat de oorzaak is. Vermoed wordt dat ook door de mens gemaakte chemische stoffen in het milieu verantwoordelijk zijn voor deze afgenomen vruchtbaarheid. Sommige van die stoffen lijken in hun structuur op vrouwelijke hormonen. Een van die stoffen is nonylfenol, een stof die in verven, pesticiden en schoonmaakmiddelen voorkomt, en die vrijkomt bij de productie van papier en textiel. Sommige natuurlijke substanties hebben een gelijkaardige werking, zoals genisteïne uit soja en andere groenten, en 8-prenylnaringenine uit hop.
Naast de kwaliteit van het sperma speelt uiteraard ook het verdere functioneren van de geslachtsorganen een belangrijke rol bij de vruchtbaarheid.

## Vruchtbaarheid van de vrouw
De vrouwelijke geslachtscellen, de eicellen, zijn bij de geboorte in een onrijpe toestand allemaal aanwezig. Vanaf de puberteit rijpt eenmaal per menstruatiecyclus van ongeveer vier weken één eicel, die gedurende een periode van ongeveer 24 uur bevrucht kan worden. De rijping wordt door hormonen gecontroleerd en gestuurd die ook de baarmoeder beïnvloeden, zodat die bereid is om de eventuele zygote te ontvangen.
Mocht er geen bevruchting volgen, dan wordt alles wat als voorbereiding is opgebouwd weer afgebroken. Dit resulteert in de menstruatie.
De vruchtbaarheid van de vrouw eindigt met de menopauze, die in het Westen optreedt tussen ongeveer het 48e en 55e levensjaar.

## Fertiliteitsonderzoek
Een fertiliteitsonderzoek is in Nederland geïndiceerd als er geen zwangerschap is ontstaan na één jaar onbeschermd seksueel contact. Men spreekt dan van verminderde vruchtbaarheid of subfertiliteit. Een basisonderzoek bestaat uit verschillende onderdelen met als doel het opsporen van stoornissen die het ontstaan van een zwangerschap in de weg kunnen staan. Na de anamnese zullen zowel karakteristieken van de man als van de vrouw worden onderzocht. Bij de man worden de eigenschappen van het sperma onderzocht middels een semenanalyse. Bij de vrouw wordt gekeken naar de aanwezigheid van een eisprong door op vaste dagen in de cyclus bloed af te nemen, en naar de eigenschappen van het slijm van de baarmoederhals en de doorgankelijkheid van de eileiders.
Het fertiliteitsonderzoek is een combinatie van beeldvormende technieken (echoscopie) en bloedonderzoek. Op een vast moment van de cyclus wordt bloed afgenomen voor onderzoek.
- Met behulp van inwendige echoscopie wordt gekeken of er een reserve is van follikels en of de rijping goed verloopt.
- Rijping van follikels: Op dag 4 van de cyclus wordt het gehalte FSH in het bloed bepaald als maat voor de rijping van de nieuwe follikel.
- Eisprong: Gedurende een periode waarin twee tot drie menstruaties plaatsvinden kan thuis een basale temperatuurcurve worden bijgehouden. Elke dag moet dan de temperatuur worden gemeten. Een stijging van 0,3 tot 0,5°C is een aanwijzing dat er een eisprong is geweest.

Ook met bloedonderzoek kan dit worden aangetoond door op dag 20 van de cyclus het gehalte progesteron te bepalen. Indien dit meer dan 16 nmol/L is, is dat een aanwijzing dat er een eisprong heeft plaatsgevonden.
De eisprong vindt meestal 14 dagen voor de menstruatie plaats. Het eerste gedeelte van de cyclus kan variëren in lengte. Of er een eisprong heeft plaatsgevonden is dus alleen achteraf vast te stellen. Een normale cyclus duurt minimaal 21 en maximaal 42 dagen, met een gemiddelde van 28 dagen. 
- Verkleving van de eileiders: Om uit te sluiten dat een verminderde vruchtbaarheid veroorzaakt wordt door een doorgemaakte chlamydiainfectie wordt nagegaan of er antistoffen gericht tegen chlamydia aantoonbaar zijn.

## Vervolgonderzoek
Bij afwijkende uitslagen kan een vervolgonderzoek worden ingezet wat bestaat uit een postcoitumtest (PCM) of een SPM-test. Bij de PCM-test wordt de ochtend na de coïtus bij de vrouw baarmoederslijmvlies afgenomen om te bepalen of zaadcellen in staat zijn geweest het slijmvlies van de vrouw binnen te dringen en te overleven. Een vergelijkbare test maar dan in het laboratorium uitgevoerd is de SPM-test. Bij deze test worden spermacellen toegevoegd aan slijmvlies dat bij de vrouw is afgenomen. Vervolgens wordt na een half uur en na 2 uur nagegaan wat de afstand is die de spermacellen hebben afgelegd in het afgenomen slijmvlies.
Daarnaast kan hormonaal onderzoek worden ingezet als het vermoeden bestaat dat er afwijkingen zijn in de productie van TSH, prolactine of testosteron.

## Oorzaken subfertiliteit
Bij ongeveer 3 op de 10 paren ligt de oorzaak van het uitblijven van een zwangerschap bij de vrouw, bij 3 op de 10 bij de man, en bij weer 3 op de 10 bij beiden. Bij 1 op de 10 paren wordt uiteindelijk geen oorzaak gevonden. De leeftijd van de vrouw is een zeer belangrijke factor bij het wel of niet zwanger raken.